# تپه خدیجه مرده
تپه خدیجه مرده مربوط به هزاره ۴ و ۳ قبل از میلاد است و در شهرستان محلات، بخش مرکزی، دهستان باقرآباد، روستای کوه سفید واقع شده و این اثر در تاریخ ۱۸ اسفند ۱۳۸۷ با شمارهٔ ثبت ۲۵۰۶۸ به‌عنوان یکی از آثار ملی ایران به ثبت رسیده است.